# Phrynus damonidaensis
Espèce
Phrynus damonidaensis est une espèce d'amblypyges de la famille des Phrynidae.

## Distribution
Cette espèce est endémique des Antilles. Elle se rencontre à Cuba et sur les îles Swan au Honduras.

## Description
La femelle holotype mesure 17,6 mm.

## Publication originale
- Quintero, 1981 : The amblypygid genus Phrynus in the Americas (Amblypygi, Phrynidae). Journal of Arachnology, vol. 9, no 2, p. 117-166 (texte intégral).